# Architis gracilis
Espèce
Architis gracilis est une espèce d'araignées aranéomorphes de la famille des Pisauridae.

## Distribution
Cette espèce est endémique de l'État d'Acre au Brésil,. Elle se rencontre vers Senador Guiomard.

## Description
Le mâle holotype mesure 2,9 mm.

## Publication originale
- Santos & Nogueira, 2008 : Three new species, new records and notes on the nursery-web spider genus Architis in Brazil (Araneae: Pisauridae). Zootaxa, no 1815, p. 51–61.